# Subantarctia
Subantarctia is een geslacht van spinnen uit de  familie van de Orsolobidae.

## Soorten
- Subantarctia centralis Forster & Platnick, 1985
- Subantarctia dugdalei Forster, 1956
- Subantarctia fiordensis Forster, 1956
- Subantarctia florae Forster, 1956
- Subantarctia muka Forster & Platnick, 1985
- Subantarctia penara Forster & Platnick, 1985
- Subantarctia stewartensis Forster, 1956
- Subantarctia trina Forster & Platnick, 1985
- Subantarctia turbotti Forster, 1955